# Céreste
Céreste település Franciaországban, Alpes-de-Haute-Provence megyében. Lakosainak száma 1195 fő (2022. január 1.). Céreste Montjustin, Reillanne, Sainte-Croix-à-Lauze, Peypin-d’Aigues, Saint-Martin-de-Castillon, Viens és Vitrolles-en-Luberon községekkel határos.

## Népesség
A település népességének változása:
| Lakosok száma | 757  | 862  | 950  | 1185 | 1218 | 1194 | 1199 | 1206 | 1198 | 1195 |
|               | 1968 | 1982 | 1990 | 2006 | 2013 | 2015 | 2017 | 2019 | 2020 | 2022 |